# Коув-Гэп
Коув-Гэп (англ. Cove Gap) — неприсоединённое сообщество, в округе Франклин, в штате Пенсильвания, США. 

## История
В 1878 году в Коув-Гэп проживало около 50 жителей. Почтовое отделение под одноимённом названии было основано в 1923 году и просуществовало до 1938 года.
Недалеко от этого места родился 15-й президент США — Джеймс Бьюкенен.